# Altrincham
Altrincham este un oraș în comitatul Greater Manchester, regiunea North West England, Anglia. Orașul aparține districtului metropolitan Trafford și se află la 12 km de centrul orașului Manchester.